# احتجاجات على دونالد ترمب
اندلعت الاحتجاجات على دونالد ترمب في الولايات المتحدة وأوروبا وأماكن أخرى منذ انضمامه إلى الحملة الرئاسية لعام 2016، أعلنت الاحتجاجات معارضتها لخطاب حملة ترمب وفوزه في الانتخابات وتنصيبه وتاريخ سوء سلوكه الجنسي وإجراءاته الرئاسية المختلفة، على الأخص سياسته العدوانية للفصل الأسري. اتخذت بعض الاحتجاجات أشكالًا أخرى كالانسحاب من الاجتماعات وإغلاق الشركات التجارية ورفع العرائض والتجمعات والتظاهرات والمسيرات. مع أن معظم الاحتجاجات كانت سلمية، وقعت تصرفات تستوجب المقاضاة مثل تخريب الممتلكات والاعتداء على أنصار ترمب. واتُّهم بعض المتظاهرين جنائيًا بارتكاب أعمال الشغب. اندلع أكبر احتجاج منظم على ترمب في اليوم التالي لتنصيبه؛ إذ احتج الملايين في 21 يناير 2017 خلال الحراك النسائي، ومع أخذ احتجاج كل مدينة في الحسبان يكون أكبر احتجاج في يوم واحد في تاريخ الولايات المتحدة.

## الحملة الرئاسية 2016
اندلعت عدد من الاحتجاجات على ترشّح دونالد ترمب ومواقفه السياسية خلال حملته الرئاسية، بشكل أساسي في التجمعات السياسية.

### التجمعات السياسية
خلال حملته الرئاسية، نظّم الناشطون تظاهرات داخل تجمعات ترمب، وأطلقوا أحيانًا دعوات لعرقلة التجمعات؛ حضر المتظاهرون تجمعاته لرفع اللافتات وتعطيل الإجراءات.
وقعت حوادث عرضية تتضمن الإساءة اللفظية و/ أو العنف الجسدي إما على المتظاهرين أو على أنصار ترمب. ومع أن معظم الحوادث لم تتجاوز إحراج المرشح ومقاطعته في أثناء حديثه، أوقف وكلاء الخدمة السرية بعض الأشخاص. أجبرت الاضطرابات واسعة النطاق ترمب على إلغاء تجمع في شيكاغو في 11 مارس 2016 وسط مخاوف تتعلق بالسلامة. في 18 يونيو 2016، نُفِّذت محاولة لاغتيال ترمب. وحُكم على الفاعل البريطاني مايكل ستيفن سانفورد بالسجن لمدة عام واحد لمحاولته انتزاع سلاح ضابط شرطة. وبحسب ما ورد أخبر الفاعل وكيلًا فيدراليًا أنه توجّه بسيارته من كاليفورنيا إلى لاس فيغاس مخطّطًا لقتل ترمب.
حاول المتظاهرون أحيانًا دخول مكان التجمع أو المشاركة في أنشطة خارجه. ربما حدثت بعض المناوشات بين مؤيدي المرشح والمتظاهرين قبل الحدث أو في أثنائه أو بعده. في بعض الأحيان، حاول المتظاهرون التدافع نحو المنصة في تجمعات ترمب. وفي أحيان أخرى، تحول المتظاهرون المناهضون لترمب إلى العنف وهاجموا أنصار ترمب والعكس بالعكس؛ أدان كلا الحزبين هذا العنف الحاصل. كانت موف أون دوت أورغ والشعب من أجل بيرني وجمعية الطلاب المسلمين وبنات أساتا واتحاد الطلاب السود وتحالف بلا خوف لغير المسجّلين وحياة السود مهمة من بين المنظمات التي رعت الاحتجاجات أو روّجت لها في تجمع حملة ترمب في شيكاغو في 11 مارس.
تحدثت تقارير عن مواجهات لفظية وجسدية بين مؤيدي ترمب والمتظاهرين في أحداث حملة ترمب.

### أخبار زائفة عن المتظاهرين
بعد الصدام في يونيو 2016 بين المتظاهرين وأنصار ترمب في سان خوسيه، كاليفورنيا، تداولت وسائل التواصل الاجتماعي على نطاق واسع صورةً للممثلة سامارا ويفينغ تبدو فيها مغطاة بالكدمات والدماء وزعمت أنها ضحية لعنف المتظاهرين الليبراليين المناهضين لترمب. في الواقع أظهرت الصورة ويفينغ بالمكياج لدورها في مسلسل الرعب الكوميدي آش في إس إيفيل ديد. أشارت ويفينغ لاحقًا إلى أنها ليست مواطنة أمريكية، لذا لم تستطع التصويت لأي من المرشحين في الانتخابات الرئاسية.
زعمت خدعة مماثلة إظهار مؤيد لترمب يبلغ من العمر 15 عامًا تعرض للضرب من حشد مناهض لترمب في سان خوسيه، واستخدمت صورة للممثلة لويزا روبينو من التيلينوفيلا لا روزا دو غوادلوب. أخبرت روبينو أحد المحاورين أنها في الواقع لم تدعم ترمب «لأنني مكسيكية وأنا أدعم المجتمع اللاتيني».
صنّف موقع التدقيق في الحقائق بوليتيفاكت.كوم قصةً منفصلة بعنوان «يصرّح أحد المتظاهرين على دونالد ترمب: تقاضيت 3500 دولار للاحتجاج في تجمع ترمب» على أنها «ملفّقة 100%، كما يعترف مؤلفها». أعلن بول هورنر، وهو كاتب في مواقع الأخبار الزائفة، أنه المسؤول عن المقال، وقال إنه نشر الإعلان الزائف بنفسه.

### ردود فعل ترمب
خلال الحملة، اتّهم البعض ترمب بإضفاء نزعة عدوانية على تجمعاته. ألقى خصوم ترمب الجمهوريون اللوم عليه في تعزيز مناخ العنف وتصاعد التوتر خلال الفعاليات. في البداية، لم يدن ترمب أعمال العنف التي حدثت في العديد من تجمعاته، وشجّع على وقوعها في بعض الحالات.
في نوفمبر 2015، قال ترمب عن متظاهر في برمنغهام، ألاباما «ربما كان يجب التعامل معه بخشونة، لأن ما كان يفعله مثيرٌ للاشمئزاز حتمًا». في ديسمبر، حثّت الحملة الحاضرين على عدم إيذاء المتظاهرين وتحذير موظفي إنفاذ القانون منهم بدلًا من ذلك برفع اللافتات فوق رؤوسهم والصراخ «ترمب! ترمب! ترمب!». انتُقد ترمب على مواقف أخرى لإثارة أجواء تفضي إلى العنف بتعليقاته. على سبيل المثال، أخبر ترمب حشدًا في سيدار رابيدز، آيوا، أنه سيدفع الأتعاب القانونية في حال لكَم أحدُهم متظاهرًا.
في 23 فبراير 2016، عندما طُرد متظاهر من تجمع في لاس فيغاس، قال ترمب «أحب الأيام الخوالي -أتعرفون كيف كانوا يتعاملون مع أشخاص من هذا النوع لو كانوا في مكان مثل هذا؟ سيحملونهم على نقّالة، أيها الناس!». وأضاف: «إني أودّ لكمه في وجهه».

### الأمن
في وقت مبكر من الحملة، تولت الخدمة السرية للولايات المتحدة المسؤولية الأساسية لحماية ترمب، وعزّزتها سلطات إنفاذ القانون المحلية والتابعة للولاية حسب الحاجة. عندما استأجرت الحملة مكانًا، كان التجمع حدثًا خاصًا وقد تسمح الحملة دخول الأشخاص أو تمنعهم دون تقديم أي أسباب؛ كان الشرط الوحيد أن الاستبعاد على أساس العرق فقط ممنوع. وأولئك الذين دخلوا إلى مكان التجمع أو بقوا فيه دون تصريح كانوا مذنبين فعليًا بالتعدي على المكان أو مسؤولين عنه. يمكن أن تُحدّد أماكن الحاضرين أو الصحافة في الحدث أو تقتصر على ركن معين.
في مارس 2016، أفادت بوليتيكو بأن حملة ترمب استأجرت حراس أمن خاصين بزي مدني لإزالة المتظاهرين المحتملين من التجمعات بشكل استباقي. في نفس الشهر، تشكلت مجموعة تطلق على نفسها اسم «حراس الأسد» لتقديم «حماية إضافية» في تجمعات ترمب. أدان الناشطون السياسيون المهيمنون المجموعة في الحال لاعتبارها منظمة هامشية شبه عسكرية.

### بعد الانتخابات
بعد انتخاب ترمب للرئاسة، نظّم الطلاب ونشطاء آخرون احتجاجات أكبر في العديد من المدن الكبرى في جميع أنحاء الولايات المتحدة، من ضمنها نيويورك وبوسطن وفيلادلفيا وشيكاغو وبورتلاند وأوكلاند. شارك عشرات الآلاف من المتظاهرين، وهتف كثيرون «ليس رئيسي!» للتعبير عن معارضتهم لفوز ترمب في المجمع الانتخابي (خسر التصويت الشعبي بفارق 2.1%). نُظِّمت أيضًا احتجاجات في كندا والمملكة المتحدة وفرنسا وألمانيا والفلبين وأستراليا وإسرائيل واستمر بعضها عدة أيام، وخُطِّط لمزيد من الاحتجاجات في الأسابيع والأشهر التالية.
في نوفمبر 2017، أفادت التقارير بأنه كجزء من التدخل الروسي في انتخابات الولايات المتحدة لعام 2016، نظَّمت «مزرعة متصيّدين» مكرسة لإثارة الخلافات في الولايات المتحدة احتجاج نيويورك. أشار الآلاف من مستخدمي فيسبوك إلى أنهم يخططون لحضور احتجاج على ترمب في 12 نوفمبر 2016، تنظِّمه صفحة على الفيسبوك تابعة لمجموعة «السود مهمون» المرتبطة بالروس وعلى علاقات بالكرملين. استغل التجمع المنظّم غضب الجماعات على اليسار بعد فوز الرئيس ترمب. اجتمع نحو 5,000 إلى 10,000 متظاهر في ميدان الاتحاد في مانهاتن ثم ساروا إلى برج ترمب في الجادة الخامسة. دعمت سي إن إن الحدث وقدمت تغطيته.

## الاحتجاجات

### الاحتجاجات بعد ترشيح ترمب
بدأت الاحتجاجات على ترمب بعد اعلان ترمب ترشحه للرئاسة الذي كان في يونيو 2015، وخاصة بعد أن هاجم المهاجرين غير الشرعيين القادمين من المكسيك واصفاً إياهم «بالقتلة والمغتصبين وحفنة من تجار المخدرات». استمرت الاحتجاجات في الشوارع على مدى شهور وإلى 2016.

### الاحتجاجات بعد فوز ترمب
9 نوفمبر
في 9 نوفمبر 2016، تظاهر الآلاف في العديد من المدن الأميركية، منها:
- أتلانتا (جورجيا)[51]
- آن آربر[52]
- شيكاغو, تجمع المحتجون خارج برج وفندق ترامب العالمي[53][54][55][56]
- كليفلاند (أوهايو)[57]
- دالاس (تكساس)[58]
- دي موين (آيوا)[59]
- ديترويت[60]
- هيوستن (تكساس)[61]
- لاس فيغاس (نيفادا)[62]
- لوس أنجلوس[63]
- ميامي[64]
- ناشفيل (تينيسي)
- نيويورك[65]
- أوكلاند (كاليفورنيا)[66]
- أوماها (نبراسكا)[67]
- فيلادلفيا (بنسيلفانيا)[68]
- فينيكس (أريزونا)[69]
- بورتلاند (مين)[70]
- بورتلاند (أوريغون)[71]
- بروفيدنس (رود آيلاند)[72]
- رينو (نيفادا)[73]
- ريتشموند (فيرجينيا)[74]
- سان دييغو (كاليفورنيا)[75]
- سان فرانسيسكو[66]
- سان خوسيه (كاليفورنيا)[75]
- سالت ليك[76]
- سياتل[63]
- سيراكيوز (نيويورك)[77]
- واشنطن العاصمة[78]
- وينستون-سالم (كارولاينا الشمالية)[79]

وشهدت الجامعات في أنحاء الولايات المتحدة مسيرات طلابية مناهضة ترمب:
- جامعة ولاية أريزونا[80]
- جامعة ولاية كاليفرنيا(جزر القناة)[81]
- جامعة تشابمان[82]
- كلية فيسك
- كلية هامبشير[83]
- جامعة ولاية إلينوي[84]
- جامعة كاليفورنيا (دافيس)[85]
- جامعة كاليفورنيا (ميرسد)[86]
- جامعة كاليفورنيا (سان دييغو)[87]
- جامعة كاليفورنيا (سانتا كروز)[88]
- جامعة جورجيا[89]
- جامعة كنتاكي[90]
- جامعة ميشيغان[91]
- جامعة بيتسبرغ[92]

خرج الآلاف من الطلاب الجامعيين بالولايات الأمريكية، احتجاجا علی انتخاب ترمب، وفي بعض المدن، كسر بعض المتظاهرين زجاج نوافذ بعض المحال واضاءوا الحرائق، وأحرقوا الأعلام، ورشقوا شرطة مكافحة الشغب، وردت الشرطة عليهم بالقنابل المسيلة للدموع واعتقلت عددا منهم.

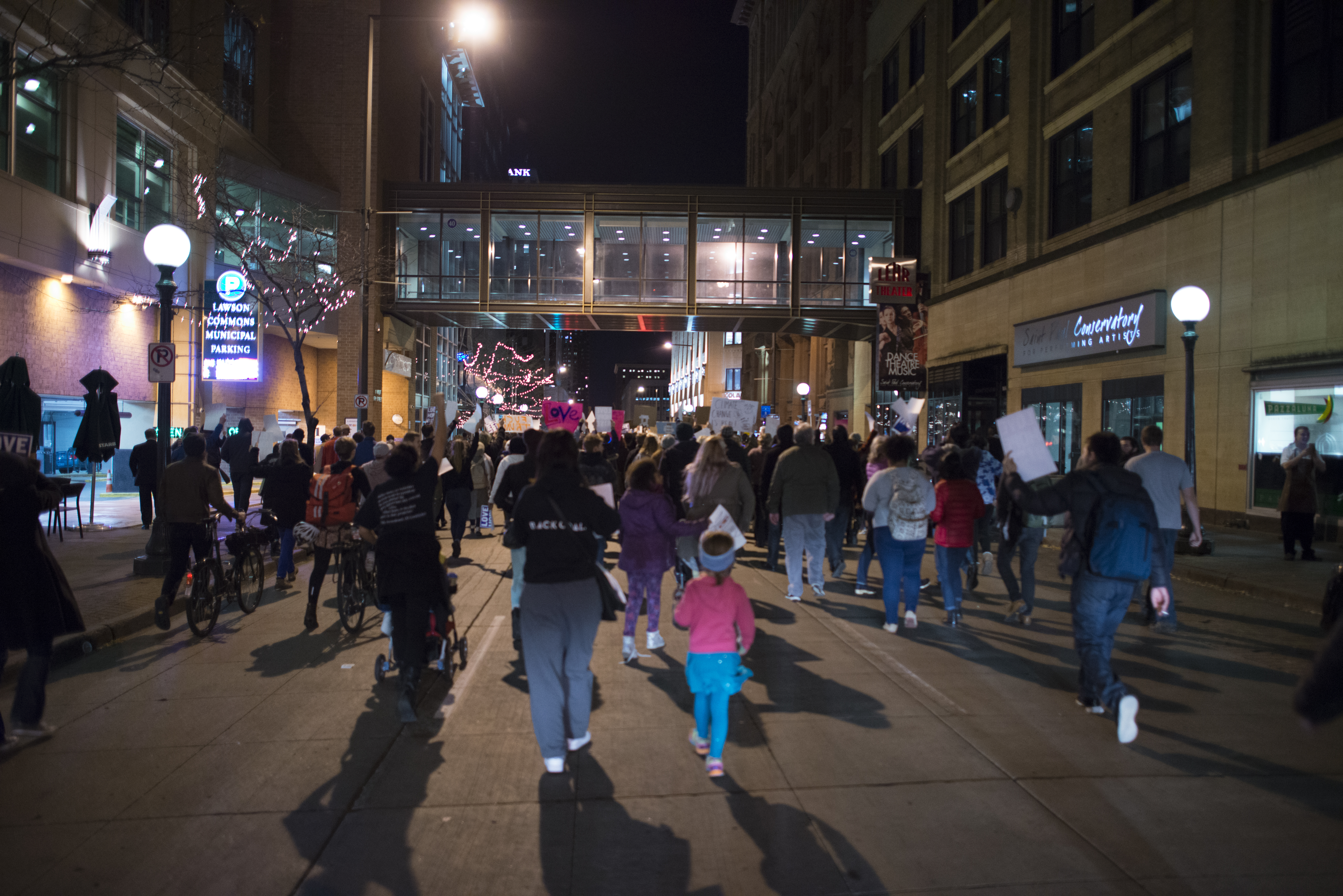
الاحتجاجات في أوكلاند، كاليفورنيا في 9 نوفمبر 2016
- الاحتجاجات في جامعة كاليفورنيا ، لوس انجليس يوم 9 نوفمبر 2016
- المتظاهرين في شارع سانت بول (مينيسوتا) في 9 نوفمبر 2016

## الرئاسة الثانية
في 25 يناير 2025، تجمع عشرات الآلاف من المتظاهرين في برلين ومدن ألمانية أخرى للاحتجاج على صعود حزب البديل لألمانيا اليميني المتطرف، وصعود الأحزاب اليمينية المتطرفة في جميع أنحاء أوروبا ورئاسة ترمب الثانية. في 31 يناير 2025، احتج متظاهرين مصريون على اقتراح ترمب بقبول مصر للاجئين من غزة.
أقيم يوم بلا مهاجرين في مختلف مدن الولايات المتحدة في فبراير 2025، وفي لوس أنجلوس سار المتظاهرون عبر الطريق السريع 101، مما أدى إلى إغلاق حركة المرور مؤقتًا. وحمل المتظاهرون لافتات تحمل شعارات مثل "لا أحد غير قانوني" وشعارات أخرى مؤيدة للهجرة. كما حملوا أعلامًا أمريكية ومكسيكية. وكان هناك حوالي 1600 شخص بين الاحتجاجين.

## وسائل التواصل الاجتماعي
بالإضافة إلى الاحتجاجات العديدة التي جرت شخصيًا، كان هناك أيضًا نشاط مناهض لترمب على وسائل التواصل الاجتماعي. وقد تم تمثيل هذا النشاط من خلال العديد من علامات التصنيف. فيما يلي بعض الأمثلة البارزة على علامات التصنيف التي تم استخدامها بشكل متكرر للنشاط المناهض لترمب على الإنترنت.

### #مقاومة

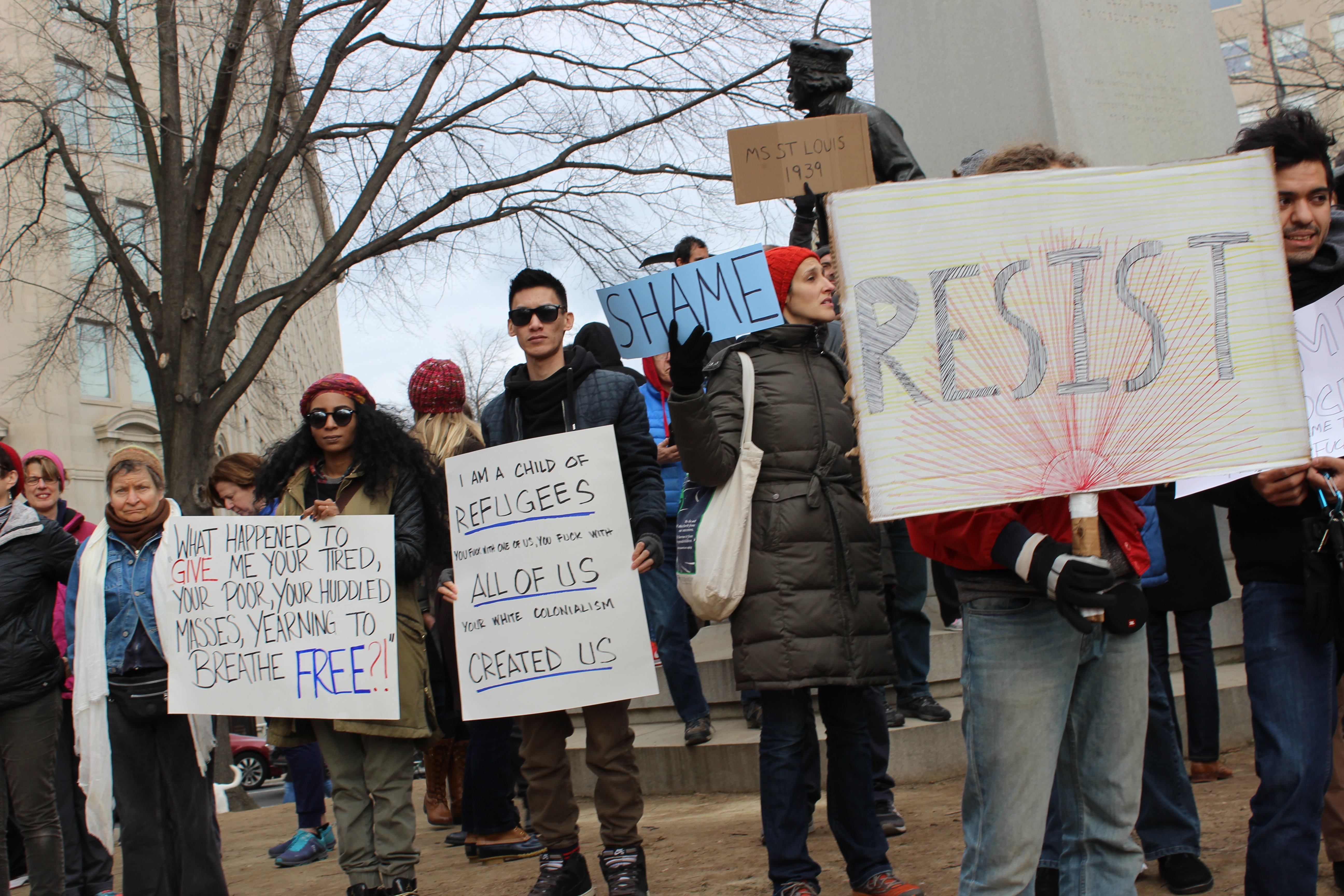
احتجاجات على الأمر التنفيذي رقم 13769 في واشنطن العاصمة.

أحد أكثر الوسوم ثباتًا التي استُخدمت في الحركة المناهضة لترمب على وسائل التواصل الاجتماعي هو #Resist. والذي استُخدم لأول مرة على تويتر وفيسبوك ومنصات أخرى بدءًا من الانتخابات في نوفمبر/تشرين الثاني. وعلى الرغم من أن الأصل الدقيق لهذا الوسم غير معروف، إلا أنه انتشر إلى منصات التواصل الاجتماعي المختلفة.
بشكل عام، يرمز هذا الهاشتاج إلى التضامن بوجهة إدارة ترمب. كما يتم استخدامه جنبًا إلى جنب مع هاشتاجات أخرى خاصة بالسياسات تستهدف الفئات المهمشة مثل الأقليات والنساء. وعلى الرغم من أن ذروة شعبيته حدثت خلال الأيام التي أعقبت تنصيب ترمب، إلا أنه عاد إلى الظهور خلال أوقات الجدل السياسي والعداء. على سبيل المثال، كان هناك ارتفاع ملحوظ في الاستخدام طوال أسبوع استجابة ترمب لمسيرة توحيد اليمين في شارلوتسفيل. وعلاوة على ذلك، في الأيام الثلاثة التي أعقبت الإعلان عن الحظر الأولي للمسلمين في أواخر يناير، ظهر #Resist في أكثر من 2.5 مليون تغريدة. استخدم العديد من المشاهير البارزين الهاشتاج لإظهار معارضتهم لترمب، بما في ذلك شايلين وودلي وزندايا وسيا وروزي أودونيل وشير وأوليفيا وايلد وصوفيا بوش.

### #ليس_رئيسي
اكتسبت #NotMyPresident شعبية فورية بعد فوز دونالد ترمب بالانتخابات الرئاسية في 8 نوفمبر 2016. بعد فوز ترمب، تصدر #NotMyPresident قائمة الترند على تويتر وتم استخدام الهاشتاج في أكثر من 78000 تغريدة.
كما تم استخدام Facebook كمنفذ لـ #NotMyPresident. في 9 نوفمبر 2016، تم إنشاء حدث على Facebook بعنوان "Trump is Not My President" وتلقى أكثر من 40000 تفاعل. كانت الصفحة مثالاً على نشاط وسائل التواصل الاجتماعي الذي تحول إلى احتجاج في العالم الحقيقي، حيث تم إنشاء مسيرة في Union Square، نيويورك. كما تم استخدام #NotMyPresident من قبل المؤثرين على وسائل التواصل الاجتماعي واللاعبين السياسيين الآخرين. بعد أعمال الشغب في شارلوتسفيل، غرد السناتور الديمقراطي برايان شاتز من هاواي أن ترمب "ليس رئيسي".
كما قوبلت حركة الهاشتاج #NotMyPresident بالنقد. يعتقد معارضو الحركة أن قول "#NotMyPresident" يقوض القيم الديمقراطية الأمريكية ككل بسبب نبرتها الانقسامية. أعربت السناتور الديمقراطية عن ولاية داكوتا الشمالية هايدي هايتكامب عن عدم موافقتها على الحركة المناهضة لترمب في 18 مايو 2017، في غرفة تجارة داكوتا الشمالية الكبرى. اعتبرت هايتكامب الحركة المناهضة لترمب غير منتجة، قائلة إنها تؤدي إلى مسار أكثر صعوبة لصياغة التشريعات.

### #مازلت معها
ظهر الهاشتاج #ImWithHer لأول مرة على تويتر، عندما كان بيل كلينتون يراقب زوجته في المناظرة وقرر التغريد لدعمه: "ما يحدث في فيغاس ... هو أنني أشاهد @HillaryClinton تثبت أنها المرشحة الأكثر تأهيلاً لمنصب رئيس الولايات المتحدة. #ImwithHer."  حازت هذه التغريدة، التي نُشرت في أكتوبر 2015، على أكثر من 9000 إعادة تغريد وأنشأت شعار حملة جديد لحملة هيلاري 2016: "أنا معها". يستخدم العديد من مستخدمي تويتر الهاشتاج #StillWithHer "للتعبير عن رسائل الأمل والحزن والعزيمة بعد انتخابات 2016."

## الملاحظات
1. ↑  خارج الولايات المتحدة، اندلعت الاحتجاجات في كندا، والمملكة المتحدة، وفرنسا، وألمانيا، والفلبين، وأستراليا، وإسرائيل، ودول أخرى مختلفة.